# Lauromacromia bedei
Lauromacromia bedei är en trollsländeart som beskrevs av Machado 2005. Lauromacromia bedei ingår i släktet Lauromacromia och familjen skimmertrollsländor. Inga underarter finns listade i Catalogue of Life.